# Cove Rangers

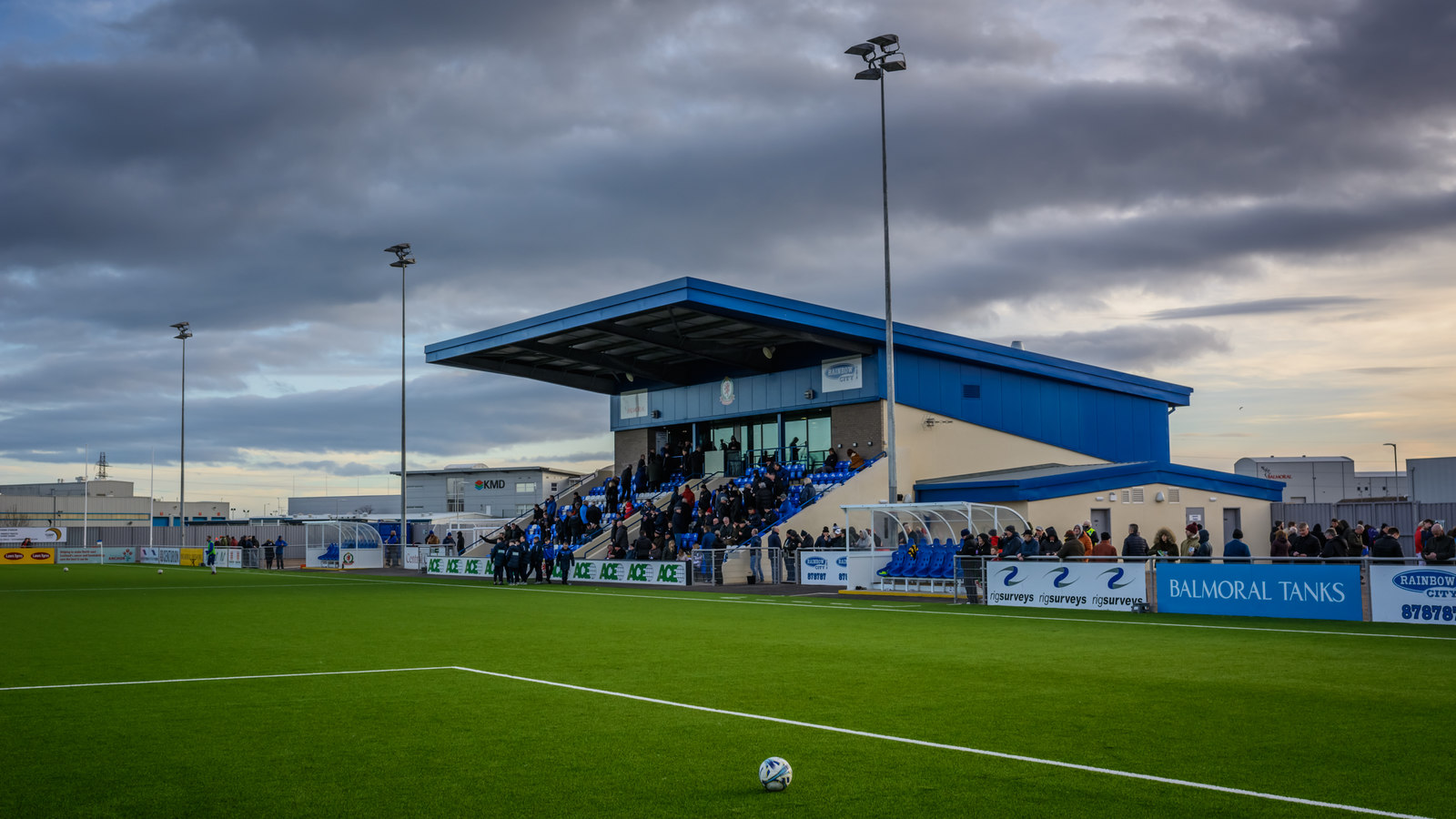
Balmoral Stadium

Der Cove Rangers Football Club ist ein schottischer Fußballverein aus Cove Bay, einem Stadtteil von Aberdeen. Der Verein wurde im Jahr 1922 gegründet. Die erste Mannschaft trägt ihre Heimspiele seit 2018 im 2602 Plätze umfassenden Balmoral Stadium aus und spielt aktuell in der League One. Größte Erfolge des Vereins sind sieben gewonnene Meisterschaften in der Highland Football League sowie der Aufstieg in die Scottish League Two und der 2019/20 direkt darauf folgende Aufstieg in die Scottish League One.

## Geschichte
Der Verein wurde im Jahr 1922 in Cove Bay gegründet. Kurz nach der Gründung trat der Verein der Aberdeen Juvenile League bei. Im Jahr 1947 waren die Rangers einer der Gründungsvereine der Aberdeen Amateur Football Association. Ein Jahr später erwarb der Verein von einem lokalen Landwirt namens Allan ein Stück Land, auf dem die Rangers ihr Heimstadion errichten, den Allan Park. Ab 1986 war der Verein Mitglied der Highland Football League. Im Jahr 1990 nahm der Verein erstmals am Scottish FA Cup teil. Dort unterlagen die Rangers in der ersten Runde gegen Queen of the South. Eine Pokalsaison später erreichte der Verein die 3. Runde. In den folgenden Jahren erreichte der Verein noch zwei weitere Male die dritte Runde. Im Jahr 2001 gewannen die Rangers die Highland Football League, der bis dahin größte Erfolg in der Vereinsgeschichte. In der Pokalsaison 2015/16 wurde erstmals die 4. Runde erreicht. In der Saison 2018/19 gewannen die Rangers erneut die Highland League und setzen sich in der Relegation gegen die Berwick Rangers durch und stiegen erstmals in ihrer Vereinsgeschichte in eine der schottischen Profiligen auf. Die Saison 2019/20 beendeten die Cove Rangers als Tabellenerster und stiegen in die drittklassige Scottish League One auf.

## Erfolge
- Scottish League Two (1):
  - 2019/2020

- Highland Football League (7):
  - 2001, 2008, 2009, 2013, 2016, 2018, 2019

- Highland League Cup (6):
  - 1995, 2000, 2005, 2015, 2017, 2019

- Aberdeenshire Cup (2):
  - 2002, 2011, 2019

- Aberdeenshire Shield (4):
  - 1991, 2001, 2009, 2018

## Ehemalige bekannte Spieler
- Paul Coutts
- Scott Paterson
- Neil Simpson
- Ray Stephen